# Морхейм, Майкл
Майкл (Майк) Морхейм (англ. Michael Morhaime; род. 3 ноября 1967 года, США) — американский разработчик компьютерных игр и предприниматель. Он является генеральным директором и основателем компании Dreamhaven, расположенной в Ирвайне, штат Калифорния. Морхейм наиболее известен как соучредитель и бывший президент Blizzard Entertainment, дочерней компании Activision Blizzard, Inc., которая была основана в 1991 году как Silicon & Synapse. Он входил в правление Vivendi Games с января 1999 года, когда Blizzard Entertainment, Inc. стала дочерней компанией Vivendi Games.

## Биография

### Ранние годы
Майк Морхейм родился в Соединённых Штатах Америки в еврейской семье. В шестом классе он вместе с братом и сестрой купил игровую приставку Bally Professional Arcade, впервые выпущенную в 1978 году. Морхейм выяснил, что на консоли можно программировать самостоятельно, и научился писать на ней простые игры, основываясь на примерах исходного кода, которые он нашел в игровом журнале.
В 1985 году Майк Морхейм окончил школу Granada Hills High School, а после поступил в Университет University of California в Лос-Анджелесе. В 1990 году Майк окончил учебное заведение с академической степенью бакалавра.
Будучи студентом электротехнического факультета Калифорнийского университета, Морхейм больше внимания уделял «железу», чем программированию. «Я очень часто прокрастинировал» — признавался он. Все изменилось после того, как он прошел стажировку в компании по производству микрочипов в Сан-Хосе. Во время стажировки он многое узнал о проектировании схем, а когда вернулся в школу, то оказалось, что уже знал больше остальные его сокурсники по компьютерной архитектуре. «Раньше я был парнем, который сидел сзади», — говорил он, но после поездки в Кремниевую долину, по его словам, «я стал сидеть впереди».

### Карьера

#### Blizzard Entertainment
Именно в Калифорнийском университете Морхейм познакомился с двумя людьми, вместе с которыми он создал Silicon & Synapse, компанию, которая позже будет переименована в Blizzard Entertainment. Будущие основатели — Морхейм, Аллен Адхам и Фрэнк Пирс — арендовали небольшой офис в Ирвайне, штат Калифорния, надеясь выиграть от близости с другими игровыми и компьютерными студиями.
В 1995 году Blizzard выпустила Warcraft II, свою первую игру, ставшую бестселлером. «Вероятно, именно эта игра принесла Blizzard известность», — говорил Морхейм. Помимо больших продаж, «это была первая игра, в которую можно было комфортно играть через Интернет», что было новинкой в то время, а также стало важной частью последующих игр.
Величайший успех Blizzard обернулся тяжелым, но важным уроком. Планируя выход World of Warcraft (WoW) в конце 2004 года, Морхейм полагал, что рынок для новой, гораздо более крупной и интерактивной игры — первой в истории компании, требующей от игроков ежемесячной абонентской платы, — будет расти медленно и станет неприятной неожиданностью для игрового сообщества. «Мы считали, что плата за подписку может отпугнуть людей и что WoW не будет продаваться так же быстро, как некоторые из наших предыдущих игр», — сказал он. Все решения Blizzard были основаны на этом предположении. Однако WoW после запуска продавалась очень быстро, и Blizzard оказалась не готова сразу же передавать игровым магазинам новые копии игры. «Весь первый год мы пытались угнаться за спросом», — говорил он. В итоге, на 2010 год у World of Warcraft было около 12 миллионов подписчиков. В 2017 году Морхейм заработал 12,3 миллиона долларов в качестве генерального директора Blizzard.
3 октября 2018 года Морхейм объявил, что уходит с поста президента и генерального директора компании и станет её стратегическим советником. Морхейма заменил Дж. Аллен Брэк, исполнительный продюсер World of Warcraft. Он управлял компанией больше 27 лет. 7 апреля 2019 года Майк Морхейм покинул свою должность советника компании.

#### Dreamhaven
В 2020 году Майк Морхейм совместно с другими ветеранами игровой индустрии основал Dreamhaven, новую компанию по разработке видеоигр. Компания находится в Ирвине, штат Калифорния, и имеет две студии по разработке игр под названием Secret Door и Moonshot Games.

## Почетные звания и награды
В 2008 году Морхейм был введен в Зал славы Академии интерактивных искусств и наук. В том же году Майк был удостоен ежегодной престижной награды Annual Technology & Engineering Emmy Awards — за создание World of Warcraft.
В 2012 году он получил национальную премию Предприниматель года от Ernst & Young в категории «Технологии». В 2019 году Морхейм был удостоен почетной награды на Gamelab Barcelona в Испании за успехи в игровой индустрии.

## Медиа
В 2012 году Морхейм снялся в гостевой роли в «Гильдии», веб-сериале о жизни геймеров в MMORPG, в котором есть отсылки к World of Warcraft. Также он продюсировал, вышедший в 2016 году, фильм «Варкрафт».

## Личная жизнь
В 2010 году Морхейм женился на своей давней подруге Эми Чен. В 2017 году Морхейм купил особняк в закрытом поселке Ранчо-Мираж в округе Риверсайд, штат Калифорния, за 2,25 миллиона долларов. Он играет на бас-гитаре в Elite Tauren Chieftain, метал-группе, созданной сотрудниками Blizzard.